# アレクサンダー・フォン・フンボルト

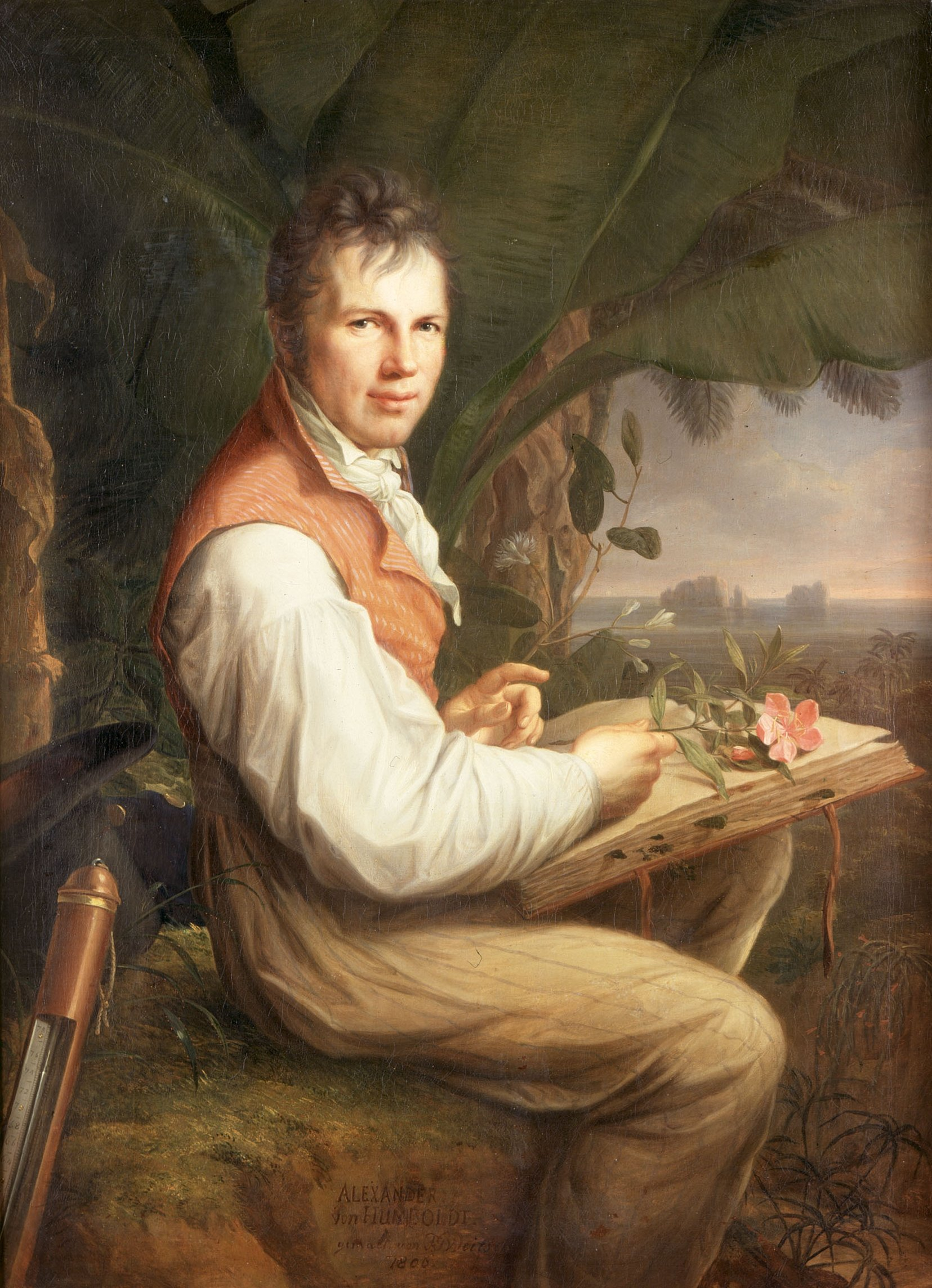
1806年の肖像画

フリードリヒ・ハインリヒ・アレクサンダー・フォン・フンボルト（Friedrich Heinrich Alexander, Freiherr von Humboldt, 1769年9月14日 - 1859年5月6日）は、ドイツの博物学者兼探検家、地理学者。兄がプロイセンの教育相、内相であり言語学者のヴィルヘルム・フォン・フンボルト。
近代地理学の金字塔、大著『コスモス』を著したことは有名。カール・リッターとともに、近代地理学の祖とされている。ゲーテやシラー、シモン・ボリバルと親交があった事でも知られる。王立協会外国人会員。

## 経歴
1769年9月14日、ベルリンでプロイセン貴族の家に次男として生まれ、国王の侍従であった父親は、温厚で優しい人物であったが、フンボルトが9歳の時亡くなった。母親は、孤高で、冷たく、尊大で、清教徒的な人であった。兄弟の教育は家庭教師がついて行われた。読み書き計算術を教えたのはヨアキム・ハインリヒ・カンペという若者であった。その後任はゴットロープ・クントで、兄弟には歴史や数学の基礎を教え、さまざまな語学に重点を置き、二人が大きくなるとより進んだ学習が出来るようにと専門家たちを招いて学習させた。
フンボルトは、幼いときから自然に著しく関心を示し、花・蝶・その他の昆虫類、貝や石ころなどを探し収集し、これらを分類しラベルを貼るなどの整理をしていた。また、暇があれば本を読み、外国旅行や冒険を夢見ていた。10代の前半には、兄は勉学で才能を発揮していたが、フンボルトは物覚えが悪く、ひ弱で、落ち着きのない子であった。16歳の時、ユダヤ人の医師マルクス・ヘルツを紹介されたことが契機となって科学へと傾倒していった。ヘルツからは物理学や哲学に関する一般向けの講義や科学的な実験などを交えた説明を聞いた。
18歳の時、母親の希望でオーデル湖畔のフランクフルト・アム・オーデル大学に入学した。ゲッティンゲン大学、フライベルク鉱山専門学校で学んだ。ジェームズ・クックの第2回探検隊の隊員だったゲオルク・フォルスターと知り合い、彼とヨーロッパ旅行をしたことがフンボルトを世界探検へと旅立たせるきっかけとなった。

### 南北アメリカ旅行
1796年11月、母がガンで亡くなった。55歳であった。フンボルトは、家庭との絆から解放されるとともに、遺言によって相当額の遺産を相続した。1797年2月に鉱山の職を辞任し、本格的な探検調査に乗り出した。彼の計画は、兄一家とともにイタリア旅行し、火山を研究し、そしてパリで科学調査の機器を購入し、イングランドで西インド諸島行きの舟を捕まえることであった。6月の初め、まずザクセンの首都ドレスデンに向かった。そこでフォレル男爵（スペイン、マドリード駐在ザクセン大使）の兄弟と知り合うことになった。ナポレオン軍が一進一退を繰り返しおり、イタリアの情勢は不安定であったが、10月にはカンポ・フォルミオ条約が結ばれた。フンボルトはウィーンで探検に役立つ諸科学を学習していた。
スペイン首相の後援を受けて、当時のスペイン領アメリカへ向かうことになった。カナリア諸島のテネリフェ島で流星雨の観察を行い、その周期性の研究は今日の天体観測の基礎となった。
さらに南米大陸へと渡り、オリノコ川とアマゾン川が支流で結ばれていると断定し、様々な動植物の調査を行った。そしてコロンビアからアンデス山脈伝いにペルーまで困難な探検を行い、チンボラソ火山の山頂まで400mの地点まで到達し、リマに到達した。このとき、ペルー沿岸を流れる海流の調査をしたことにちなんで、フンボルト海流の名がつけられた。
これらの体験を活かし、従来は互いに独立していると思われていた、動植物の分布と緯度や経度あるいは気候などの地理的な要因との関係を説き、近代地理学の方法論の先駆的業績ともいえる大著『コスモス』が書かれた。
南米からの帰国後、フンボルトはイタリアのベスビオ火山の調査研究を行い、1807年にベルリンで『自然の風景』を出版、それまでの研究成果をまとめるためにパリに居を定めた。この頃になると、彼の名声はヨーロッパ中に轟き、ナポレオンに次いで有名な人物とも言われた。
既に1794年までに、フンボルトは全ての生命の形態と自然環境との関係を説く『世界の自然』を考えていたという。フンボルトは南北アメリカの熱帯地域での山地調査により自然地理学と地球物理学の基礎を築き、地形、気象、地磁気の研究に様々な化学的器具を用い、植物とその環境との関係を調査して6万種に及ぶ膨大な標本を収集したが、その中には数千種に及ぶ新しい種や属が含まれていた。この時、電気ウナギが馬を感電させたという記録も残している。
フンボルトの写実的記録が、科学分野に大きな進展をもたらした事は確実で、等温線図の作成（1817年）により、彼は様々な国の気候条件を比較する考えや方法を提示し、また初めて海抜高度の増大に伴う気温の減少率を明らかにし、あるいは熱帯性暴風雨の起源を追求して高緯度での大気の擾乱を支配する複雑な法則を発見する手がかりを得た。さらに植物学に関する彼の論文は、有機体の分布が異なる自然条件に影響されるという、当時としては全く新しい考えに基づいたものであった。また、地球の磁力の強さが極から赤道に向かって減少することを発見したのもフンボルトであった。

### ベルリンに戻る
フンボルトは自由な科学者との交流が得られ、気候がベルリンよりも温暖なパリを好んだ。プロイセン宮廷の職を得た後も、理由をつけてできるだけパリにとどまった。
1827年2月、20年間の思い出に別れを告げ、パリを後にし、ロンドン経由でベルリンに帰った。ロンドンでは4月の末にテムズ河の河底を掘ってトンネルを作り、ワッピングとローザハイズの両岸を結ぶ仕事を見学・体験した。ベルリンに帰った後も、年に数カ月はパリで過ごした。

## 晩年
80歳の誕生日がテーゲル館で祝われた。その頃は、午前9時から午後3時まで務め、午前3時よりも前に就寝することは希であった。睡眠は大概7～8時まで眠っている。財政的にも困っていたので、定収入を得るために宮廷の職から引退しなかった。
晩年には、洪水のような訪問客があり、また、一年に平均で三千通あまりの手紙を受け取っており、そのうち二千通にはフンボルト自身が返事を書いて、コストも負担した。彼は残りの人生を、自らの課題、とりわけ『コスモス』（第3巻1850年刊、第4巻1858年刊）第5巻の完成に力を注いでいた。
1859年に89歳で没した際には、国葬が執り行われた。
5月11日、フンボルトの棺は、兄とその妻カロリーネの傍らに埋葬された。一家の墓所であった。

## 人物
- なお終身独身で、男性との交友を好んだという。
- フンボルトは、社交的であるばかりでなく、無類の筆まめで、年によっては一年間に一千通をこなすほどであった[16]。

## 日本語文献

### 著作
- フンボルト『新大陸赤道地方紀行』 大野英二郎・荒木善太訳、岩波書店〈17・18世紀大旅行記叢書〈第2期〉9・10・11巻〉、2001-2003年。抄訳版
- フンボルト『自然の諸相 熱帯自然の絵画的記述』 木村直司編訳、ちくま学芸文庫、2012年。電子書籍も刊

### 伝記・小説
- ピエール・ガスカール『探検博物学者フンボルト』 沖田吉穂訳、白水社、1989年
- ダニエル・ケールマン『世界の測量　ガウスとフンボルトの物語』 瀬川裕司訳、三修社、2008年
- アンドレア・ウルフ『フンボルトの冒険　自然という〈生命の網〉の発明』 鍛原多惠子訳、NHK出版、2017年

### 研究文献
- 西川治『地球時代の地理思想　フンボルト精神の展開』 古今書院 1988年
- 手塚章 編『続・地理学の古典　フンボルトの世界』 古今書院 1997年
- 山野正彦『ドイツ景観論の生成　フンボルトを中心に』 古今書院 1998年
- 佐々木博『最後の博物学者 アレクサンダー＝フォン＝フンボルトの生涯』 古今書院 2015年
- 木村直司『フンボルトのコスモス思想　自然科学の世界像』 南窓社 2019年